# ژوارس د سوزا تیشیرا
ژوارس د سوزا تیشیرا (به پرتغالی: Juárez de Souza Teixeira) مدافع اهل برزیل است که در شهر سائوپائولو و در تاریخ ۲۵ سپتامبر ۱۹۷۳ به دنیا آمده‌است.
ژوارِس دِ سوزا تِیشِیرا در تیم‌های فوتبال Portuguesa de Desportos سابقهٔ حضور دارد.